# Aphelandra rusbyi
Aphelandra rusbyi är en akantusväxtart som beskrevs av Nathaniel Lord Britton. Aphelandra rusbyi ingår i släktet Aphelandra och familjen akantusväxter. Inga underarter finns listade i Catalogue of Life.